# رودريغو إيزكويردو
رودريغو إيزكويردو (بالإسبانية: Rodrigo Izquierdo)‏ هو لاعب كرة قدم أوروغواياني، ولد في 19 نوفمبر 1992 في San Ramón, Uruguay ‏ في الأوروغواي. لعب مع نادي سيرو.

## وصلات خارجية
- رودريغو إيزكويردو على موقع قاعدة بيانات كرة القدم.إي يو (الإنجليزية)
- رودريغو إيزكويردو على موقع Soccerway.com (الإنجليزية)